# Boyan Radev
Pour les articles homonymes, voir Radev.
Boyan Radev est un lutteur bulgare né le 25 février 1942, spécialisé en lutte gréco-romaine.

## Palmarès

### Jeux olympiques
- Médaille d'or dans la catégorie des moins de 97 kg en 1964 à Tokyo
- Médaille d'or dans la catégorie des moins de 97 kg en 1968 à Mexico

### Championnats du monde
- Médaille d'or dans la catégorie des moins de 97 kg en 1966 à Toledo
- Médaille d'argent dans la catégorie des moins de 97 kg en 1967 à Bucarest
- Médaille d'argent dans la catégorie des moins de 97 kg en 1962 à Toledo

### Championnats d'Europe
- Médaille d'argent dans la catégorie des moins de 97 kg en 1968 à Västeras